# Popis naselja u Illinoisu
Ovo je popis inkorporiranih gradova, mjesta i sela, mjesta grada, neinkorporiranih područja i popisom određenih mjesta te "gradova duhova" u američkoj saveznoj državi Illinois.

## A
- Albion (Illinois)
- Aledo (Illinois)
- Altamont (Illinois)
- Alton (Illinois)
- Amboy (Illinois)
- Anna (Illinois)
- Annawan (Illinois)
- Arcola (Illinois)
- Ashley (Illinois)
- Assumption (Illinois)
- Astoria (Illinois)
- Athens (Illinois)
- Atkinson (Illinois)
- Auburn (Illinois)
- Ava (Illinois)

## B
- Barry (Illinois)
- Beardstown (Illinois)
- Belle Prairie City (Illinois)
- Belleville (Illinois)
- Benld (Illinois)
- Bentley (Illinois)
- Berwyn (Illinois)
- Bloomington (Illinois)
- Blue Island (Illinois)
- Braidwood (Illinois)
- Breese (Illinois)
- Bridgeport (Illinois)
- Brookport (Illinois)
- Bunker Hill (Illinois)
- Burbank (Illinois)
- Bushnell (Illinois)
- Byron (Illinois)

## C
- Cairo (Illinois)
- Calumet City (Illinois)
- Canton (Illinois)
- Carbondale (Illinois)
- Carlinville (Illinois)
- Carlyle (Illinois)
- Carmi (Illinois)
- Carrollton (Illinois)
- Carterville (Illinois)
- Carthage (Illinois)
- Casey (Illinois)
- Centralia (Illinois)
- Centreville (Illinois)
- Champaign (Illinois)
- Charleston (Illinois)
- Chatsworth (Illinois)
- Chenoa (Illinois)
- Chester (Illinois)
- Chicago Heights (Illinois)
- Chillicothe (Illinois)
- Chrisman (Illinois)
- Cicero (Illinois)
- Clinton (Illinois)
- Coffeen (Illinois)
- Colchester (Illinois)
- Collinsville (Illinois)
- Colona (Illinois)
- Columbia (Illinois)
- Cortland (Illinois)
- Country Club Hills (Illinois)
- Countryside (Illinois)
- Creal Springs (Illinois)
- Crest Hill (Illinois)
- Crystal Lake (Illinois)
- Cuba (Illinois)

## D
- Dallas City (Illinois)
- Danville (Illinois)
- Darien (Illinois)
- DeKalb (Illinois)
- Delavan (Illinois)
- Des Plaines (Illinois)
- Du Quoin (Illinois)

## E
- Earlville (Illinois)
- East Dubuque (Illinois)
- East Moline (Illinois)
- East Peoria (Illinois)
- East St. Louis (Illinois)
- Edwardsville (Illinois)
- Effingham (Illinois)
- El Paso (Illinois)
- Eldorado (Illinois)
- Elmhurst (Illinois)
- Elmwood (Illinois)
- Eureka (Illinois)
- Evanston (Illinois)

## F
- Fairbury (Illinois)
- Fairfield (Illinois)
- Fairview Heights (Illinois)
- Farmer City (Illinois)
- Farmington (Illinois)
- Flora (Illinois)

## G
- Galesburg (Illinois)
- Galva (Illinois)
- Geneseo (Illinois)
- Geneva (Illinois)
- Genoa (Illinois)
- Georgetown (Illinois)
- Gibson (Illinois)
- Gibson City (Illinois)
- Gillespie (Illinois)
- Gilman (Illinois)
- Girard (Illinois)
- Golconda (Illinois)
- Grafton (Illinois)
- Grand Tower (Illinois)
- Granite City (Illinois)
- Grayville (Illinois)
- Greenfield (Illinois)
- Griggsville (Illinois)

## H
- Hamilton (Illinois)
- Harrisburg (Illinois)
- Harvard (Illinois)
- Harvey (Illinois)
- Havana (Illinois)
- Henry (Illinois)
- Herrin (Illinois)
- Hickory Hills (Illinois)
- Highland (Illinois)
- Highwood (Illinois)
- Hillsboro (Illinois)
- Hometown (Illinois)
- Hoopeston (Illinois)
- Hurst (Illinois)

## J
- Jacksonville (Illinois)
- Jerseyville (Illinois)
- Johnston City (Illinois)
- Jonesboro (Illinois)

## K
- Kankakee (Illinois)
- Keithsburg (Illinois)
- Kewanee (Illinois)
- Kinmundy (Illinois)
- Knoxville (Illinois)

## L
- LaSalle (Illinois)
- La Harpe (Illinois)
- Lacon (Illinois)
- Lake Forest (Illinois)
- Lanark (Illinois)
- Lawrenceville (Illinois)
- Le Roy (Illinois)
- Lebanon (Illinois)
- Leland Grove (Illinois)
- Lewistown (Illinois)
- Lexington (Illinois)
- Lincoln (Illinois)
- Litchfield (Illinois)
- Lockport (Illinois)
- Loves Park (Illinois)

## M
- Macomb (Illinois)
- Macon (Illinois)
- Marengo (Illinois)
- Marion (Illinois)
- Markham (Illinois)
- Maroa (Illinois)
- Marquette Heights (Illinois)
- Marseilles (Illinois)
- Marshall (Illinois)
- Martinsville (Illinois)
- Mascoutah (Illinois)
- Mason (Illinois)
- Mason City (Illinois)
- Mattoon (Illinois)
- McHenry (Illinois)
- McLeansboro (Illinois)
- Mendota (Illinois)
- Metropolis (Illinois)
- Minonk (Illinois)
- Momence (Illinois)
- Monmouth (Illinois)
- Monticello (Illinois)
- Morris (Illinois)
- Morrison (Illinois)
- Mound City (Illinois)
- Mounds (Illinois)
- Mount Carmel (Illinois)
- Mount Carroll (Illinois)
- Mount Olive (Illinois)
- Mount Pulaski (Illinois)
- Mount Sterling (Illinois)
- Mount Vernon (Illinois)

## N
- Naperville (Illinois)
- Naples (Illinois)
- Nashville (Illinois)
- Nason (Illinois)
- Nauvoo (Illinois)
- Neoga (Illinois)
- New Boston (Illinois)
- New Canton (Illinois)
- Newman (Illinois)
- Newton (Illinois)
- Nilwood (Illinois)
- Nokomis (Illinois)
- Normal (Illinois)
- North Chicago (Illinois)
- Northlake (Illinois)

## O
- Oak Forest (Illinois)
- Oakbrook Terrace (Illinois)
- Oakland (Illinois)
- Oglesby (Illinois)
- Olney (Illinois)
- Oneida (Illinois)
- Orient (Illinois)
- Ottawa (Illinois)
- Otterville (Illinois)

## P
- Palos Heights (Illinois)
- Palos Hills (Illinois)
- Pana (Illinois)
- Park City (Illinois)
- Park Ridge (Illinois)
- Paxton (Illinois)
- Peoria (Illinois)
- Peru (Illinois)
- Petersburg (Illinois)
- Pinckneyville (Illinois)
- Pittsfield (Illinois)
- Plano (Illinois)
- Polo (Illinois)
- Pontiac (Illinois)
- Princeton (Illinois)
- Prophetstown (Illinois)
- Prospect Heights (Illinois)

## Q
- Quincy (Illinois)

## R
- Red Bud (Illinois)
- Robinson (Illinois)
- Rochelle (Illinois)
- Rock Falls (Illinois)
- Rock Island (Illinois)
- Rockford (Illinois)
- Roodhouse (Illinois)
- Rosiclare (Illinois)
- Rushville (Illinois)

## S
- Salem (Illinois)
- Sandwich (Illinois)
- Savanna (Illinois)
- Sesser (Illinois)
- Shawneetown (Illinois)
- Shelbyville (Illinois)
- Shipman (Illinois)
- Sigel (Illinois)
- Silvis (Illinois)
- South Beloit (Illinois)
- Sparta (Illinois)
- Spring Valley (Illinois)
- St. Charles (Illinois)
- St. Elmo (Illinois)
- St. Francisville (Illinois)
- Staunton (Illinois)
- Streator (Illinois)
- Sullivan (Illinois)
- Sumner (Illinois)
- Sycamore (Illinois)

## T
- Toluca (Illinois)
- Toulon (Illinois)
- Trenton (Illinois)
- Troy (Illinois)
- Tuscola (Illinois)

## U
- Urbana (Illinois)

## V
- Vandalia (Illinois)
- Venice (Illinois)
- Vienna (Illinois)
- Villa Grove (Illinois)
- Virden (Illinois)

## W
- Wamac (Illinois)
- Warrenville (Illinois)
- Warsaw (Illinois)
- Washington (Illinois)
- Waterloo (Illinois)
- Watseka (Illinois)
- Waukegan (Illinois)
- Waverly (Illinois)
- Wenona (Illinois)
- West Chicago (Illinois)
- West Frankfort (Illinois)
- West Peoria (Illinois)
- Wheaton (Illinois)
- White Hall (Illinois)
- Wilmington (Illinois)
- Winchester (Illinois)
- Windsor (Illinois)
- Witt (Illinois)
- Wood Dale (Illinois)
- Wood River (Illinois)
- Woodstock (Illinois)
- Wyoming (Illinois)

## Y
- Yorkville (Illinois)

## Z
- Zeigler (Illinois)
- Zion (Illinois)